# 玛利亚·帕塞卡
玛利亚·帕塞卡（俄語：Мария Валерьевна Пасека，1995年7月19日—），俄羅斯女子競技體操運動員，出生於俄羅斯莫斯科。2012年倫敦奧運會女子團体亞軍成員之一，也拿到跳馬銅牌。

## 少年组
玛利亚6岁开始练习体操，这是她自己的决定。她在世界著名的莫斯科迪纳摩体操俱乐部开始了运动生涯，她的第一个教练是Nazheda Galtsova和Vyacheslav Slifanov。玛利亚·瓦列里耶芙娜·帕塞卡是俄罗斯国家队的一员。在2009年，她开始跟随Marina Gennadyevna Ulyankina训练，现在则在莫斯科郊外的圆湖基地随她的教练和俄罗斯国家队的教练训练。Ulyankina帮助帕塞卡展现她的才华，2010年对帕塞卡是丰收的一年，为未来打开了门。另一个教练，2010年执教俄罗斯少年组的奥列格·奥斯塔平科，对她的成功做出了很大贡献。2010年，帕塞卡在欧锦赛上赢得了团体冠军和跳马亚军。她是全能预赛第三名，但是每个国家只能有两名选手进入决赛的规则使她在决赛时坐在了看台上。

## 2011年
在2011年初，经历过一系列手术和物理疗法后，帕塞卡回到体操馆训练。她的第一个比赛是8月在叶卡捷琳堡举行的俄罗斯杯。她获得了跳马铜牌。帕塞卡有着俄罗斯队中难度最高的跳马。但在世錦賽前半個月，帕塞卡不幸受傷，失去了世錦賽參賽的機會。

## 2012年
然而，帕塞卡很快就從傷病走出來，她要在跳馬上恢復Amanar才有機會入選奧運會。歐錦賽為了檢驗，帕塞卡擊敗德門蒂耶娃入選歐錦賽陣容，不過帕塞卡並沒有在歐錦賽亮出Amanar，僅亮出一個普通的DTY並且跳馬沒能進決賽，團體由於只有跳馬一項可用，其他選手平衡木和自由操也問題不斷，最終只獲得團体銀牌。不過一個月之後的俄羅斯杯，帕塞卡不僅亮出Amanar，什至把第二跳難度提高為5.6。一跳6.5和一跳5.6也讓她塔上奧運尾班車。
在奧運會上，帕塞卡僅比跳馬一項，女團決賽，帕塞卡落地糟糕，还跨出了界，得分与穆斯塔芬娜的DTY相当。这就导致了俄罗斯队没有能缩小与美国的差距。跳馬單項決賽，帕塞卡的Amanar跟團体決賽一樣不穩，不過第二跳順利發揮。最終幸運地拿到跳馬銅牌

## 2013年
帕塞卡在奧運會後恢復了她在跳馬和高低杠的難度，在跳馬，她的难度使她成为欧锦赛跳马奖牌竞争者之一，可惜在決賽兩跳失敗，無緣獎牌，倒是後面高低杠決賽由於各種原因意外收獲一枚銅牌。7月大運會，儘管帕塞卡在跳馬決賽把歐錦賽的失敗都改好了，但是由於隊友阿法納西耶娃同時也提高了難度再加上有着奧運冠軍洪恩貞，最終僅獲得銅牌。但是通過這次比賽，由於阿法納西耶娃的跳馬戰勝她，帕塞卡的跳馬實力在俄羅斯已經不是穩穩第一了，再加上最重要的世錦賽規則，每個項目最多上3人，由於穆斯塔芬娜和科莫娃要比全能已經佔了2個，阿法納西耶娃也很有希望拿走這個名額，最後一人就不能再比跳馬了，帕塞卡很可能失去世錦賽入選機會。